# Phyllanthus sincorensis
Phyllanthus sincorensis är en emblikaväxtart som beskrevs av Grady Linder Webster. Phyllanthus sincorensis ingår i släktet Phyllanthus och familjen emblikaväxter. Inga underarter finns listade i Catalogue of Life.